# Multimatic
Multimatic Inc. est une société canadienne qui fournit des composants, des systèmes et des services d'ingénierie à l'industrie automobile. Basée à Markham, en Ontario, Multimatic possède des unités de fabrication et des bureaux d'ingénierie en Amérique du Nord, Europe et Asie.
Multimatic figure en 2019 parmi les 100 premiers fournisseurs mondiaux de pièces automobiles d'origine, et en 2018 parmi les 60 plus gros vendeurs de pièces en Amérique du Nord (d'après Automotive News).
Multimatic a conçu et construit le châssis en carbone et les systèmes de suspension pour la Ruf CTR3 et l'Aston Martin One-77, et est le partenaire de de Ford pour la construction de la Ford GT de 3e génération. Multimatic fabrique aussi la coque légère en fibre de carbone de l'Aston Martin Valkyrie.
Multimatic dispose également d'une écurie de sport automobile, Multimatic Motorsports, qui a fait concourir des Mazda RT24-P dans le championnat américain WeatherTech SportsCar Championship ainsi que des Ford GT dans le Championnat du monde d'endurance.